# John Lewis Adams
John Lewis Adams (ur. 18 października 1963 w Christchurch) – nowozelandzki duchowny katolicki, biskup Palmerston North od 2023.

## Życiorys
Święcenia kapłańskie otrzymał 4 czerwca 2003 i został inkardynowany do diecezji Christchurch. Pracował głównie jako duszpasterz parafialny. W latach 2013–2023 był wikariuszem biskupim ds. edukacji, a w latach 2015–2023 przewodniczył także miejscowej Radzie Kapłańskiej. 
22 czerwca 2023 papież Franciszek mianował go ordynariuszem diecezji Palmerston North. Sakry udzielił mu 30 września 2023 biskup Stephen Lowe.